# Lady Sovereign

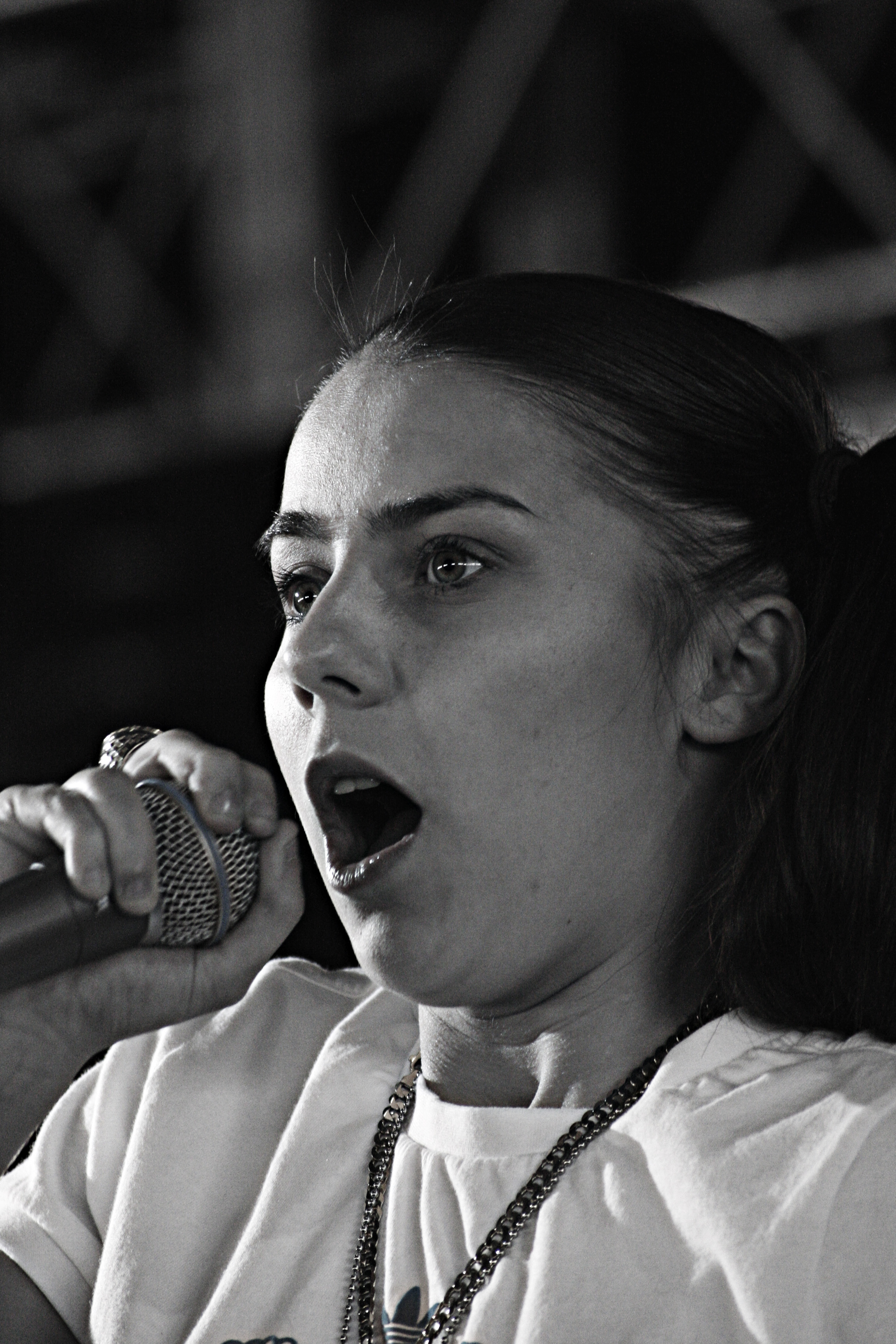
Lady Sovereign auf dem Reading Festival (2006)

Lady Sovereign (* 19. Dezember 1985 in Wembley; bürgerlicher Name Louise Amanda Harman), kurz Lady SOV, ist eine britische MC und Musikproduzentin, die eigenen Angaben zufolge durch UK Garage zur Musik gebracht wurde. Lady Sovereigns Stil wird meist der englischen Grime-Szene zugeordnet.

## Biografie

### Früheres Leben
Lady Sovereign wuchs als zweites von drei Kindern eines ehemaligen Punkerpärchens im berüchtigten Londoner Nordwestviertel Chalkhill Estate auf, einem Viertel mit überwiegend sozialem Wohnungsbau, der für seine besonders rauen Zustände bekannt ist. Nachdem sie aufgrund verschiedener Vorfälle als 16-Jährige vom Schulbesuch ausgeschlossen worden war, versuchte sie sich zuerst mit verschiedenen Jobs über Wasser zu halten. Später meldete ihr Vater sie zum Schauspielunterricht an.
Nebenbei hielt Lady Sovereign an ihrem Vorsatz fest, sich musikalisch durchzusetzen und sich Respekt in der Grime-Szene zu verschaffen. Von den Salt’N’Pepa-Alben ihrer Mutter beeinflusst, schrieb sie schon im Alter von 14 Jahren ihre ersten Raps und stellte diese online in ein Fanforum der So Solid Crew. Dort traf sie auf ihren künftigen Langzeitfreund DJ Frampster. Nachdem Lady Sovereign begann, ihre Werke auf kommerziellen Musikwebsites zu verbreiten, erhielt sie ihre ersten Absagen, da sie nicht dem klassischen Bild eines US-amerikanischen MCs entsprach.
Im Laufe des Jahres 2002 bekam Lady Sovereign die Hauptrolle im Lehrfilm X-ed, in dem ein aufstrebender MC die Schule zugunsten der eigenen Karriere beendet. Sie konnte den Produzenten davon überzeugen, für den Film einen eigenen Soundtrack zu produzieren. Dieser fand seinen Weg zum Musikproduzenten Medasyn, der Lady Sovereign daraufhin mit Frost P, Shystie und Zuz Rock zusammenbrachte, um an einer EP namens The Battle zu arbeiten. Das Album wurde schlussendlich 2003 über Casual Records veröffentlicht.

### Karriere

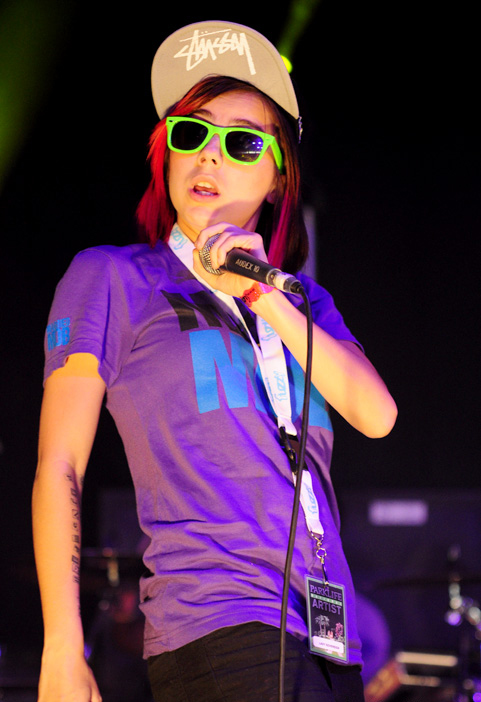
Lady Sovereign live auf dem australischen Parklife-Festival (2009)

The Battle legte den Grundstein für weitere Singleveröffentlichungen und rückte Lady Sovereign ins öffentliche Rampenlicht. Erste Singles wie A Little Bit of Shhh!, Random oder 9 to 5 verkauften sich gut, aber auch nie offiziell veröffentlichte Songs (z. B. Tango,  Cheeky) kursierten im Internet und erreichten eine ähnliche Popularität wie das schon im Handel erhältliche Material. Lady Sovereign wurde sowohl solo als auch zusammen mit The Streets Teil der bekannten Grime-Sampler-Reihe Run the Road.
Im Jahr 2005 hatte Lady Sovereign ihre bis dato größten Erfolge, verschiedene ältere Songs wurden gesammelt auf der EP Vertically Challenged (wörtl. vertikal herausgefordert, verballhornend für "kleinwüchsig") – eine Anspielung auf die geringe Größe von 1,55 m des selbsternannten „biggest midget in the game“ (dt.: größter Zwerg im Geschäft) – über das Label Chocolate Industries veröffentlicht.
Kurz darauf lud Jay-Z, Geschäftsführer des US-amerikanischen Majorlabels Def Jam, Lady Sovereign zu Verhandlungen über einen möglichen Vertrag in sein New Yorker Büro ein. Lady Sovereign bekam nach einem Freestyle-Rap vor ihrem zukünftigen Labelchef, Usher und L.A. Reid als erste Nicht-US-Amerikanerin einen Vertrag bei Def Jam angeboten und veröffentlichte daraufhin nach der vorgeschobenen Single Hoodie im Oktober 2006 ihr erstes Album mit dem Titel Public Warning. Der daraus ausgekoppelte Song Nine2Five stieg im Mai 2006 bis auf den sechsten Rang der britischen Charts.
Auch der mit Dr. Luke aufgenommene Song Love Me or Hate Me, der sich an Genesis’ I Can't Dance anlehnt, wurde ein Erfolg; im Rahmen eines „Remix“ wurde er nochmals neu mit Missy Elliott aufgenommen und das Stück erreichte als erster britischer Titel die Nummer eins der MTV-America-Zuschauer-Charts. Kollaborationen gab es mit unter anderem Basement Jaxx, The Ordinary Boys und Beastie Boys. Ab Frühjahr 2007 wurde das erste volle Album auch in Deutschland vertrieben. Die Single Love Me or Hate Me wurde unter anderem für die Soundtracks zu den Computerspielen Need for Speed: Carbon und FIFA WM 2006 und für die Telenovela Alles Betty! lizenziert.
Zum sechsten Musiksampler zur O.C.,-California-Reihe steuerte Lady Sovereign eine Coverversion zu Pretty Vacant, einem Song der Sex Pistols, bei.
2007 eröffnete Lady Sovereign für Gwen Stefani bei deren The Sweet Escape Tour die jeweiligen Konzerte als Vorband.

## Musikalischer Stil
Lady Sovereign mischt auf ihren Veröffentlichungen „Grime, Jungle, Garage, Drum and Bass, Dancehall, Ska, Hip-Hop, R'n'B, Punk und Hardcore“. Ihr Flow wird von einem breiten Londoner Arbeiterklassen-Akzent dominiert, bringt aber auch „eine Menge jamaikanischen Toastings“ mit sich. Im Gegensatz zu anderen Grime-Künstlern wie Dizzee Rascal nutzt Lady Sovereign ihren Sinn für Groove und Melodien, ihre Songs sollen auch für ein breites Radiopublikum funktionieren.

## Privatleben
In einem Interview mit dem Magazin Diva outete sich die Künstlerin 2010 als homosexuell.

## Diskografie

### Studioalben
| Jahr | Titel Musiklabel                       | Höchstplatzierung, Gesamtwochen, AuszeichnungChartplatzierungen (Jahr, Titel, Musiklabel, Platzierungen, Wochen, Auszeichnungen, Anmerkungen) | Höchstplatzierung, Gesamtwochen, AuszeichnungChartplatzierungen (Jahr, Titel, Musiklabel, Platzierungen, Wochen, Auszeichnungen, Anmerkungen) | Anmerkungen                            |
| Jahr | Titel Musiklabel                       | UK | US | Anmerkungen                            |
| ---- | -------------------------------------- | --- | --- | -------------------------------------- |
| 2006 | Public Warning Island Records, Def Jam | UK58 (2 Wo.)UK | US48 (3 Wo.)US | Erstveröffentlichung: 31. Oktober 2006 |
| 2009 | Jigsaw Midget Records, EMI             | — | — | Erstveröffentlichung: 6. April 2009    |

### EPs
- 2005: Vertically Challenged
- 2006: Blah Blah

### Mixtapes
- 2006: Chocolate Swim
- 2009: Jig-Raw!

### Singles
| Jahr | Titel Album                                                                        | Höchstplatzierung, Gesamtwochen, AuszeichnungChartplatzierungen (Jahr, Titel, Album, Platzierungen, Wochen, Auszeichnungen, Anmerkungen) | Höchstplatzierung, Gesamtwochen, AuszeichnungChartplatzierungen (Jahr, Titel, Album, Platzierungen, Wochen, Auszeichnungen, Anmerkungen) | Höchstplatzierung, Gesamtwochen, AuszeichnungChartplatzierungen (Jahr, Titel, Album, Platzierungen, Wochen, Auszeichnungen, Anmerkungen) | Anmerkungen                                              |
| Jahr | Titel Album                                                                        | DE | UK | US | Anmerkungen                                              |
| ---- | ---------------------------------------------------------------------------------- | --- | --- | --- | -------------------------------------------------------- |
| 2005 | Random Public Warning                                                              | — | UK73 (1 Wo.)UK | — | Erstveröffentlichung: 14. März 2005                      |
| 2005 | 9 to 5 Public Warning                                                              | — | UK33 (3 Wo.)UK | — | Erstveröffentlichung: 8. August 2005                     |
| 2005 | Hoodie Public Warning                                                              | — | UK44 (2 Wo.)UK | — | Erstveröffentlichung: 21. November 2005                  |
| 2006 | Nine2Five Public Warning • How to Get Everything You Ever Wanted in Ten Easy Steps | — | UK6 (10 Wo.)UK | — | Erstveröffentlichung: 22. Mai 2006 vs. The Ordinary Boys |
| 2006 | Love Me or Hate Me (Fuck You!!!!) Public Warning                                   | DE65 (6 Wo.)DE | UK26 (8 Wo.)UK | US45 (9 Wo.)US | Erstveröffentlichung: 17. Oktober 2006                   |
| 2009 | So Human Jigsaw                                                                    | — | UK38 (4 Wo.)UK | — | Erstveröffentlichung: 3. Februar 2009                    |

Weitere Singles
- 2004: Ch Ching (Cheque 1 2)
- 2005: A Little Bit of Shhh
- 2006: Blah Blah
- 2006: Size Don’t Matter
- 2007: Those Were the Days
- 2009: I Got You Dancing